# Otakar Nejedlý
Otakar Nejedlý (14. března 1883, Roudnice nad Labem – 17. června 1957, Praha) byl český malíř.

## Život
Navštěvoval gymnasium v Roudnici, a již jako student nižších tříd měl velký zájem o malování, pro který měli pochopení také jeho rodiče. Podporoval ho i přítel Angelo Zeyer (synovec Julia Zeyera), student Akademie výtvarných umění v Praze, žák Václava Brožíka. V patnácti letech odešel O. Nejedlý do Prahy, kde chtěl studovat na Akademii výtvarných umění nebyl však přijat. Přihlásil se tedy na soukromou školu krajinomalby Ferdinanda Engelmüllera, kterou navštěvoval tři roky. Jeho dalším učitelem a přítelem byl Antonín Slavíček; malovali spolu déle než rok v místě Slavíčkovy krajinářské inspirace, Kameničkách na Vysočině. Po návratu do Prahy (1905) se Nejedlý plně zapojil do uměleckého i společenského života, vstoupil do SVU Mánes a hodně cestoval, hlavně po jižní Evropě. Spolupracoval především s Vincencem Benešem, jehož ovlivnění kubismem je patrné i na Nejedlého obrazech z tehdejší doby.
V roce 1907 se v Římě seznámil se začínajícím malířem Jaroslavem Hněvkovským a uvažovali, že se vypraví na velkou malířskou cestu do Indie a na Cejlon. Již za tři neděle po tomto rozhodnutí odjeli na Sicílii, odkud chtěli odplout lodí do Colomba na Cejlonu. Cestu však museli z nejrůznějších důvodů několikrát odložit, hlavně kvůli nemoci a úmrtí Nejedlého matky. Až 12. září 1909 konečně vypluli. Odjížděli plni nadějí a plánů, hlavně však naivních představ, a bez základních předpokladů – peněz a znalosti angličtiny. Na Cejloně strádali, často trpěli hladem, stále však malovali. V naději na lepší obživu odjeli do jižní Indie s idealistickými představami, že je zaměstná nějaký bohatý mahárádža. V Kerale však žili jen u domorodců z nejnižších kast, nejprve v rybářských vesnicích na pobřeží, později v horách, kde se živili lovem. Útrapy takového živoření Nejedlý těžko snášel, dokonce onemocněl malárií, takže se v roce 1911 vrátil domů. Hněvkovský v Indii zůstal ještě další dva roky. Vzpomínky malíře Otakara Nejedlého na dobrodružné dvouleté putování s kolegou Jaroslavem Hněvkovským byly knižně vydány v roce 1916 v Praze ve vydavatelství Fr. Borový.
Krátce po válce (1919) byl O. Nejedlý spolu s Vincencem Benešem vyslán na bojiště 1. světové války ve Francii, aby zde malovali místa, kde bojovali českoslovenští legionáři. Jejich obrazy byly vystaveny v Topičově salonu v Praze (1920).
V roce 1925 byl Nejedlý jmenován profesorem speciální krajinářské školy na Akademii výtvarných umění, a patří k nejlepším a zároveň i nejoblíbenějším učitelům této školy. „Oťas“, jak ho všichni nazývali, se snažil rozvíjet talenty svých studentů a nikdy neomezoval jejich hledání samostatné umělecké cesty. Na dnes již téměř legendárních studijních zájezdech, které se svými žáky podnikal o prázdninách, bylo vždy plodné a inspirující prostředí. Jezdili hlavně na jih Evropy, na Korsiku, do Francie, Itálie a Dalmácie. V létě jezdil se svými žáky po Čechách, např. na Hrubou Skálu, Hlubokou, nebo do Českého ráje.
Nejedlý miloval jih, většinu svého díla však zasvětil české krajině (Turnovsko, Orlicko, Táborsko). Jeho obrazy se vyznačují barevností, lze v nich vystopovat i vliv romantismu, impresionismu a expresionismu, vytvořil si však vlastní, osobitý umělecký projev. Svými obrazy je zastoupen v pražské Národní galerii, Moravské galerii v Brně, v Galerii hlavního města Prahy, v Galerii moderního umění v Roudnici nad Labem, Oblastní galerii v Liberci, Východočeské galerii v Pardubicích, Severočeské galerii výtvarného umění v Litoměřicích, Galerii umění v Karlových Varech aj.

## Samostatné výstavy

Otakar Nejedlý, Ceylon

- 1918 Obrazy z Orlických hor, Topičův salon Praha
- 1923 Obrazy ze Šumavy a Podřipska, Topičův salon Praha
- 1924 Obrazy z Táborska, Topičův salon Praha
- 1933 Souborná výstava, Mánes Praha
- 1954 Jubilejní výstava, Slovanský ostrov Praha

Další samostatné výstavy měl v galeriích v Roudnici nad Labem (1963), Litoměřicích (1963), Liberci (1973), Hradci Králové (2005) Chebu (2005) a Pardubicích (2013).
Již od roku 1900 se účastnil skupinových výstav SVU Mánes doma i v cizině (Pittsburgh, Berlín, Moskva).

## Účast na skupinových výstavách
- Sto let českého umění, Mánes Praha
- 1943 Umělci národu, Mánes Praha
- 1951 1. přehlídka československého výtvarného umění v Jízdárně Pražského hradu
- 1973 České malířství 1918–45, Mánes Praha
- 1997 Proměny krajiny v českém malířství 20. století, Národní galerie Praha
- 2011 Mistři české krajinomalby, Galerie Diamant Praha

## Ocenění
- 1955 zasloužilý umělec

## Knihy
- 1916 Malířovy dojmy a vzpomínky z Cejlonu a Indie
- 1921 Malířovy dojmy z francouzského bojiště
- 1940 Dětství a chlapectví na Podřipsku

## Citát
- Tolik krásných žen – a já jsem krajinář!
- Postupem času jsem si vytvořil i jakousi filozofii, že člověk jasné veselé mysli je blíže bohu než člověk trudný, hněvivý, a kdykoliv se počínám zlobit, vždy si kladu otázku, zdali snad nepodléhám moci ďáblově.[7]